# Quế Luân Mỹ
Quế Luân Mỹ (chữ Hán giản thể: 桂纶镁; Chữ Hán phồn thể 桂綸鎂; Bính âm Hán ngữ: Guì Lúnměi, sinh ngày 25 tháng 12 năm 1983) là một diễn viên người Đài Loan, Trung Quốc. Cô trở thành Ảnh hậu Kim Mã năm 2012. Cô bắt đầu sự nghiệp diễn xuất trong bộ phim Cánh Cổng Xanh (藍色大門) với vai diễn Mạnh Khắc Nhu. Luân Mỹ sau đó xuất hiện trong một vài bộ phim trước khi cô nổi tiếng hơn với bộ phim Bí mật không thể nói của đạo diễn Châu Kiệt Luân, bộ phim cô đóng vai nữ chính Lộ Tiểu Vũ, và Châu Kiệt Luân đóng vai nam chính Diệp Tương Luân.

## Tiểu sử
Năm 2002, khi còn là học sinh lớp 11, Quế Luân Mỹ đã tham gia đóng bộ phim đầu tiên là "Cánh cổng xanh". Năm 2007, cô đóng vai nữ chính trong bộ phim đầu tiên do Châu Kiệt Luân đạo diễn "Bí mật không thể nói (phim 2007)". Năm 2012, Quế Luân Mỹ đoạt giải Nữ diễn viên chính xuất sắc nhất tại Liên hoan phim Kim Mã Đài Loan lần thứ 49 với bộ phim "Bạn gái Bạn trai". Năm 2013, với vai nữ chính trong bộ phim "Hoa hồng Noel", Quế Luân Mỹ được để cử giải Nữ diễn viên chính xuất sắc nhất tại Giải thưởng Kim Mã lần thứ 50.
Tháng 2 năm 2014, bộ phim "Bạch nhật diễm hoả" do cô sắm vai nữ chính đoạt Giải Gấu vàng tại Liên hoan phim Béc-lin, cũng với bộ phim này, cô đoạt Giải Nữ diễn viên được ưa thích nhất tại Liên hoan phim Sinh viên Bắc Kinh.
Quế Luân Mỹ từ nhỏ đã bắt đầu học múa ba lê, khi còn học trung học phổ thông cô đã đảm nhiệm vai trò người tổ chức các hoạt động biểu diễn kịch của trường, năm lớp 11, cô là thành viên của Câu lạc bộ nhảy Hip-hop của trường, trong một dịp tình cờ, cô được đạo diễn Dịch Trí Ngôn phát hiện khi ông đang tìm vai nữ chính cho bộ phim mới của mình, sau khi tham gia các lớp về biểu diễn, Quế Luân Mỹ đảm nhiệm vai nữ chính Mạnh Khắc Nhu trong bộ phim về tuổi trẻ "Cánh cổng xanh" do Dịch Trí Ngôn đạo diễn một cách tự nhiên, từ đó bắt đầu sự nghiệp diễn xuất của mình.
Sau khi tốt nghiệp phổ thông trung học, Quế Luân Mỹ theo học khoa Ngôn ngữ và Văn học Pháp tại trường Đại học Đạm Giang, Đài Loan. Năm 2004, cô tiếp tục đi lưu học tại trường Đại học Li-ông xếp thứ ba ở nước Pháp với tư cách là học sinh trao đổi.
Trong cuộc sống hàng ngày, Quế Luân Mỹ là một người rất thích đọc sách, đối với cô mà nói, đọc sách, viết bài cũng như điện ảnh, đều là cách để trao đổi với chính mình, cho nên cô đôi lúc cũng viết bài theo tiêu đề do mình đặt ra.

## Các bộ phim đã tham gia
- Blue Gate Crossing (2002)
- Sound of Colors (2003)
- The Passage (2004)
- The Most Distant Course(2007)
- Bí mật không thể nói vai Lộ Tiểu Vũ (2007)
- Parking (2008)
- Séance familiale' (2008)
- All About Women (2008)
- Taipei Exchanges (2010)
- Ocean Heaven (2010)
- The Stool Pigeon (2010)
- Rest on Your Shoulder (2010)
- I Love You So Much (2010)
- Love in Space (2011)
- Good and Bad in Life (2011)
- Starry Starry Night (2011)
- 10+10 (2011)
- Kiss, His First (2011)
- The Flying Swords of Dragon Gate (2011)
- Girlfriend, Boyfriend (2012)
- Christmas Rose (2013)
- The Mysterious Attraction (2013)
- Black Coal, Thin Ice (2014)
- One Step Away (2014)
- The Big Call | Cuộc Gọi Tiền Tỉ (2017)

## Thành tựu
- Đoạt giải Nữ diễn viên chính xuất sắc nhất tại Liên hoan phim Kim Mã Đài Loan lần thứ 49